# تیمیریزو ۶۰۸۲
سیارک ۶۰۸۲ (به انگلیسی: 6082 Timiryazev، نامگذاری:1982UH8) شش هزار و هشتاد و دومین سیارک کشف شده‌است که در ۲۱ اکتبر ۱۹۸۲ کشف شد.
قدر مطلق سیارک برابر ۱۲٫۸۰ است.